# Les tortues volent aussi
Pour plus de détails, voir Fiche technique et Distribution.
Les tortues volent aussi (لاک پشت ها هم پرواز می کنند, Lakposhtha parvaz mikonand) est un film kurde du réalisateur kurde iranien Bahman Ghobadi sorti en 2004, avec la musique du compositeur  Hossein Alizadeh. C’est le premier film tourné en Irak après le renversement de Saddam Hussein.

## Synopsis
Le film est tourné dans une camp de réfugiés kurdes à la frontière de l’Irak et de la Turquie à la veille de l’invasion de l’Irak en 2003. L’installeur des satellites de treize ans, Kak Satellite (Soran Ebrahim), est connu pour installer des soucoupes et des antennes chez les villageois des environs qui souhaiteraient avoir des nouvelles de Saddam Hussein, et pour son savoir limité de l’anglais. Il est dynamique, mais également manipulateur. 
Le jeune adolescent installateur de satellites organise la récupération  des mines non explosées pour les revendre. Il rencontre une orpheline nommée Agrin (Avaz Latif), fille au visage triste qui voyage avec son frère handicapé, mais intelligent, qui semble avoir le don de la clairvoyance. Les deux enfants prennent soin d’un enfant aveugle, qui se découvre au cours du film être le fils de la jeune Agrin,  qui a été violée par les soldats il y a quelques années.

## Fiche technique
- Titre : Les tortues volent aussi
- Titre original : لاک پشت ها هم پرواز می کنند
- Réalisation et scénario : Bahman Ghobadi
- Image : Shahriar Assadi
- Musique : Hossein Alizadeh
- Producteurs : Babak Amini, Hamid Ghobadi, Hamid Ghavami, Bahman Ghobadi
- Distribution : IFC Films (USA)
- Pays d'origine : Iran, France et Irak
- Langue : Kurde
- Format : 35 mm
- Genre : Drame et guerre
- Durée : 95 minutes
- Date de sortie : 
  -  Canada 10 septembre 2004 (Toronto International Film Festival)
  -  France 23 février 2005
  -  Belgique 16 mars 2005

## Critiques
Le film a un taux de 90 % de critiques positives sur Rotten Tomatoes. Pourtant il a été critiqué par un grand nombre de gens, incluant des intellectuels connus de la gauche tels Tariq Ali, qui disent qu’en dépit d’une belle histoire, le film prend parti et semble soutenir l’invasion américaine de l’Irak. [réf. nécessaire]Le film garde le silence sur ce qui arrive à « Kek Satellite » après que les Américains s’installent dans le camp des réfugiés. Les autres critiques pensent que le film reflète le vrai sentiment des Kurdes, dont beaucoup ont grandement souffert sous la dictature de Saddam Hussein et ont approuvé massivement l’intervention américaine.

## Distribution
| Acteur/Actrice        | Rôle          |
| --------------------- | ------------- |
| Soran Ebrahim         | Kak Satellite |
| Avaz Latif            | Agrin         |
| Hiresh Feysal Rahman  | Hengov        |
| Abdol Rahman Karim    | Risa          |
| Saddam Hossein Feysal | Pashow        |
| Ajil Zibari           | Shirkooh      |

## Palmarès
- 2005 : Ours de verre pour le meilleur film de qualité et Prix de la paix, Festival international du film de Berlin.
- 2004 : Coquille d’or du meilleur film, Festival international du film de Saint-Sébastien.
- 2004 : Prix spécial du Jury, Festival international du film de Chicago.
- 2004 : Prix du Jury et audience internationaux, Festival international du film de São Paulo.
- 2005 : Prix de La Pieza, Meilleur film, Festival international du film contemporain de Mexico.
- 2005 : Prix de l’audience, Festival international du film de Rotterdam.
- 2005 : Golden Prometheus, Meilleur film, Festival international du film de Tbilissi.
- 2005 : Prix Aurora, Festival international du film de Tromsø.
- 2004 : Papillon d’or, Festival international des films d’Esfahan pour enfants.
- 2005 : Dauphin d’or, Festival international du film de Festróia - Tróia.
- 2005 : Sundance Sélection.
- 2007 : Squelette d’Argent, Festival de Harvest Moonlight.